# Calciumarsenaat
Calciumarsenaat is het extreem toxisch calciumzout van arseenzuur en heeft als brutoformule Ca3(AsO4)2. De stof komt voor als een kleurloos tot wit amorf poeder, dat zeer slecht oplosbaar is in water. Het is echter nog steeds beter oplosbaar dan loodwaterstofarsenaat, zodat het een nog toxischer werking heeft. Calciumarsenaat kan namelijk in opgeloste toestand voorkomen en zo opgenomen worden in het lichaam en de nodige schade aanrichten.

## Synthese
Calciumarsenaat kan bereid worden uit een metathesereactie tussen calciumchloride en natriumwaterstofarsenaat.

## Toepassingen
Van 1918 tot de jaren '60 werd calciumarsenaat gebruikt als insecticide. Voornamelijk in de Verenigde Staten werd dit gebruikt tegen Anthonomus grandis (de boll worm), een snuitkever.
| 1931   | 1935   | 1937   | 1953  | 1957  | 1959  |
| ------ | ------ | ------ | ----- | ----- | ----- |
| 11.850 | 19.640 | 16.784 | 7.260 | 3.293 | 8.835 |
Wegens de hoge toxiciteit en de oplosbaarheid van de verbinding werd de stof verboden. Tegenwoordig wordt calciumarsenaat niet meer als insecticide gebruikt.

## Toxicologie en veiligheid
Bij verhitting van calciumarsenaat en bij contact met zuren worden giftige dampen van arsine gevormd.
Calciumarsenaat is irriterend voor de ogen, de huid en de luchtwegen. De stof kan effecten hebben op het maag-darmkanaal, het hart en de bloedvaten, het centraal zenuwstelsel en de nieren, met als gevolg zware ontsteking van maag en darmen, verlies van vocht en elektrolyten, hartafwijkingen, shock en verstoorde werking en beschadiging van de nieren. Blootstelling boven de toegestane grenzen (0,01 mg/m³) kan de dood veroorzaken.